# Henty Railway Station
Henty Railway Station, tidigare Doodle Cooma Railway Station, är en järnvägsstation belägen i byn Henty i New South Wales i Australien. Järnvägsstationen betjänas av tågbolaget NSW Trainlink och ligger på banan mellan huvudstäderna Sydney och Melbourne. Stationen öppnades 1880 som Doodle Cooma Railway Station och bytte den 4 februari 1891 namn till Henty Railway Station. Stationens nuvarande träbyggnad byggdes 1904. Henty Railway Station är med på delstaten New South Wales kulturskyddsregister State Heritage Register.